# Valkeakoski
Valkeakoski is een gemeente en stad in de Finse provincie West-Finland en in de Finse regio Pirkanmaa. De gemeente heeft een landoppervlakte van 272,05 km² en telt 20.703 inwoners (2022).

## Sport
Valkeakoski geniet vooral bekendheid dankzij FC Haka. De voetbalclub werd maar liefst negen keer Fins landskampioen.

## Plaatsen in de gemeente
- Valkeakoski
- Sääksmäki
- Huittula
- Ritvala
- Kärjenniemi
- Vanajavesi

## Geboren in Valkeakoski
- Esko Malm (1940), voetballer en voetbalcoach
- Teuvo Vilen (1953), voetballer
- Antti Muurinen (1954), voetballer en voetbalcoach
- Sami Mahlio (1972), voetballer
- Otto Fredrikson (1981), voetballer
- Mika Kallio (1982), motorcoureur
- Pauli Kiuru (1983), triatleet
- Juha Pirinen (1991), voetballer